# Loquela
Loquela was een lexicografisch tijdschrift dat tussen 1881 en 1895 werd uitgegeven door Guido Gezelle.

## Geschiedenis
Gezelle publiceerde zijn lexicografisch tijdschrift met als ondertitel een blad voor eigenvlaamsche taalliefhebberije en voor eigenvlaamsche taalgeleerdheid.
Het tijdschrift verscheen in principe maandelijks op vier bladzijden, soms aangevuld met bijbladen. Een bijvoegsel Wetensweerdigheden verscheen van 1886 tot 1890. In 1890 en 1891 voegde Juliaan Claerhout er een bijvoegsel aan toe onder de naam Taalwetenschappelijke Mengelmaren. Vanaf 1888 traden vertragingen in de publicatie in, tot het tijdschrift in 1895 ophield te bestaan. 
Loquela had een redactieraad die naast Guido Gezelle bestond uit Leonard Lodewijk De Bo, Gustaaf Verriest en Karel de Gheldere. Hun inbreng was minimaal en de inhoud werd bijna integraal door Gezelle geleverd. Wel beschikte hij over een groep medewerkers, zoals Juliaan Claerhout, Placide Bernardus Haghebaert en veel anderen, die als "zanters" een hoeveelheid materiaal aanbrachten.
Loquela inventariseerde woorden uit de West-Vlaamse volkstaal en voegde er een verklaring aan toe. De bron hiervoor was enerzijds wat de "zanters" aanbrachten, anderzijds en voornamelijk Gezelles eigen Woordentas, een verzameling van circa 100.000 woorden met hun verklaring.
De opzoekingen lagen in de lijn van de Europese belangstelling in de negentiende eeuw voor dialectologie. Er was ook een specifieke Vlaamse reden, namelijk de wil om de Vlaamse woordenschat te doen opnemen in de Nederlandse standaardtaal.
De hand van Gezelle was duidelijk merkbaar in de aandacht voor poëtische uitdrukkingen alsook voor woorden die uitdrukking gaven aan godsdienstige (katholieke) begrippen en activiteiten.
Pater Hyacinthus, Ieperse karmeliet en vriend van Gezelle, verwerkte Loquela tot een woordenboek dat in 1907 werd gepubliceerd. Hij had hiervoor de medewerking van de priesters Caesar Gezelle en Jan Craeynest.